# Быков, Пётр Васильевич
Пётр Васи́льевич Бы́ков (20 октября (1 ноября) 1844, Севастополь — 22 октября 1930, Детское Село) — русский поэт, прозаик и переводчик, критик, историк литературы, известный библиограф.

## Биография
Родился в семье капитана 2-го ранга. По окончании гимназии в Екатеринославе (1860) учился в Харьковском университете на медицинском и естественном факультетах. Выпущен «действительным студентом» (1864). Был вольнослушателем Петровской земледельческой и лесной академии в Москве, жил в Харькове и Екатеринославе, затем переехал в Санкт-Петербург.
На литературное поприще выступил рассказами, стихотворениями, биографическими очерками и разными статьями в начале 1860-х годов в «Современной летописи», «Сыне Отечества», «Русском мире», «Искре», «Будильнике» (Степанова), «Отечественных записках» (под редакцией С. С. Дудышкина) и других изданиях. В 1870-х годах в провинциальных и столичных изданиях выступал как литературный критик и театральный обозреватель.
Переехав в Санкт-Петербург (1878), работал в «Стрекозе», затем заведовал литературным отделом в «Русском базаре». Позднее был ответственным редактором журнала «Дело», заведовал литературным отделом журнала «Русское богатство», в 1881—1900 годах — редактор «Русского богатства», позднее работал в различных периодических изданиях.

## Литературная деятельность
Анонимные публикации рассказов, стихотворений, биографических очерков 1860-х годов в «Современной летописи», «Сыне Отечества», «Русском мире», «Искре», «Будильнике» (Степанова), «Отечественных записках» (под редакцией С. С. Дудышкина) и других изданиях не выявлены. В 1870—1878 годах печатался в провинциальных изданиях «Харьковские ведомости», «Новороссийский телеграф» и других. Одновременно в столичных изданиях «Будильник», «Газета А. Гатцука», «Маляр», «Новое время», «Новости» и других выступал как литературный критик и театральный обозреватель.
В Санкт-Петербурге работал в редакциях различных изданий. В 1880 году был ответственным редактором журнала «Дело», с 1880 года заведовал литературным отделом журнала «Русское богатство». В 1881—1900 годах был редактором «Русского богатства». В 1879—1880 годах был редактором литературного отдела журнала «Отголоски», а в 1883—1884 годах редактировал «Иллюстрированный Мир». В 1891—1898 годах был редактором литературного отдела «Всемирной Иллюстрации». В 1904—1905 годах редактировал газету «Слово». С 1911 года — редактор «Современника».
Опубликованные в журналах стихотворения Быкова включались в различные антологии, но отдельным изданием не были выпущены. Юмористические свои стихотворения Быков подписывал псевдонимами П. Злобин, Незлобный поэт, Дух, Косматый лирик, Эндимион Вампиров, Амедей Чертополохов и другими. Писал рассказы о животных.
В журналах 1870-х — 1900-х годов публиковал свои переводы произведений У. Шекспира, В. Гюго, Г. Гейне, Т. Готье, Т. Мура, Сырокомли. Автор огромного количества больших и малых биографических очерков, преимущественно популярного характера, большею частью напечатанных в иллюстрированных журналах. Число их доходит до 10 000. Среди них также статьи о Ю. И. Крашевском, Беранже, Эркмане-Шатриане.